# 2018年アッティカ山火事
2018年アッティカ山火事（ギリシア語: Πυρκαγιές στην Αττική το 2018）は、2018年7月23日にギリシャ・アッティカ地方で発生した大規模な山火事である。
火元はアテネ北郊のペンテリコ山（el:Πεντελικό όρος）で、東方海岸のマティ（el:Μάτι Αττικής）まで延焼した。死者92人にのぼり、2007年ギリシャ山林火災を上回る惨事となった。正式な避難指示が出されないなど、政府の対応に批判が高まった。